# 翼茎刺头菊
翼茎刺头菊（学名：Cousinia alata）是菊科刺头菊属的植物。分布在伊朗、俄罗斯以及中国大陆的新疆等地，生长于海拔540米至1,200米的地区，一般生于沙地和山坡，目前尚未由人工引种栽培。